# Temple protestant de Grasse
Le temple protestant de Grasse, aussi appelé chapelle Victoria, est un édifice religieux situé  65 avenue Victoria à Grasse, dans le département des Alpes-Maritimes. La paroisse est membre de l'Église protestante unie de France.

## Histoire
A la fin du XIXe siècle, durant la Belle Époque, une communauté britannique hiverne chaque année sur la Côte d'Azur. Elle fait construire pour le culte anglican des églises à Nice, Cannes... Sous l'impulsion des familles Bowes et Booker, la chapelle de Grasse est édifiée en février 1891, dans le quartier de Malbosc, sur l'ancienne route de Nice. Elle porte alors le nom de Saint John Church,.

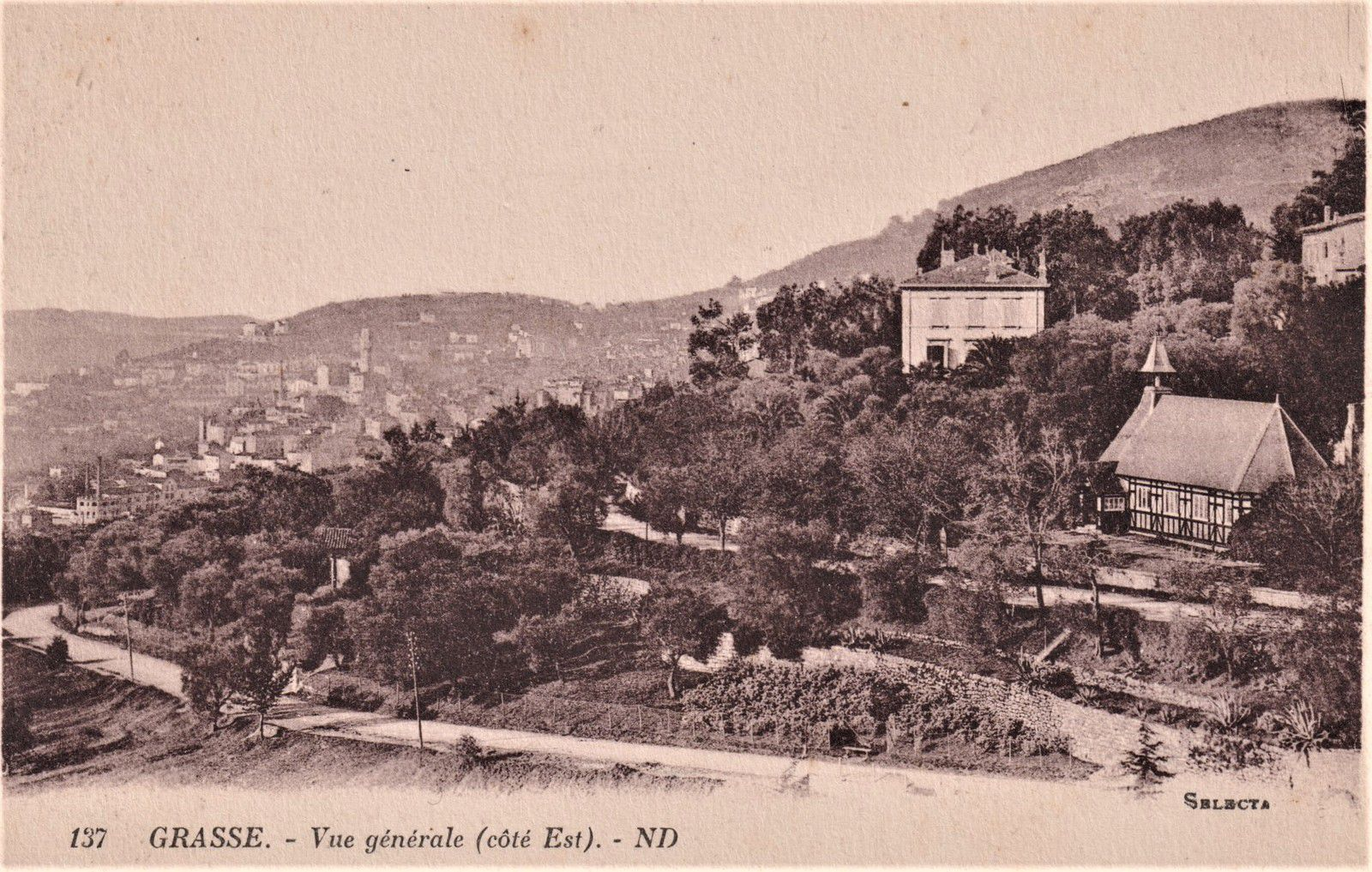
Le temple protestant de Grasse et son environnement rural au début du XIXe siècle

La région est alors visitée par la reine Victoria, et sa suite de 50 personnes. Du 25 mars au 28 avril 1891 elle réside au Grand Hôtel de Grasse, inauguré en 1885, et rend visite à son amie la baronne Alice de Rothschild. Le 27 mars 1891, lors du Vendredi saint, elle assiste à l'inauguration de l'église, en tant que gouverneur suprême de l'Église d'Angleterre. Elle offre les vitraux. Un vitrail porte ainsi l'inscription « To the glory of God and in remembrance of her visit, Victoria, Queen of Great Britain and Ireland, Empress of India, 1891 » : « A la gloire de Dieu et en mémoire de Sa visite, Victoria Reine de Grande-Bretagne et d’Irlande, Impératrice des Indes, 1891 ». L'église est surnommée alors chapelle Victoria,. L'Hôtel Victoria de Grasse est construit en 1905.
Après la loi de séparation des Églises et de l'État, la chapelle devient en 1907 propriété d'une société britannique d'évangélisation United Society for the Propagation of Faith. Le culte est célébré en français par les protestants réformés de plus en plus régulièrement après la Seconde Guerre mondiale. En 1970, l'Association Anglicane transmet la chapelle à l'Église réformée de France,. Le temple est restauré en 1997 et de nouveau en 2005. Doté d'une bonne acoustique, il accueille de nombreux concerts.

## Architecture
L'architecte est George Ashdown Audsley, de Liverpool. Il fait édifier une chapelle est de style anglo-normand à colombages. Elle est coiffée d’un clocheton pointu. La voûte est formée d'une impressionnante charpente en bois en forme de coque de navire renversée.
Les vitraux financé par la couronne britannique sont réalisés par Heaton, Butler & Bayne, à Londres. Ils représentent d'un côté Georges de Lydda, saint patron de Grand Bretagne, le prophète Jean le Baptiste, et l'apôtre Jean, auteur présumé de l'Évangile selon Jean, qui donne son nom à l'église. De l'autre côté, est représenté cinq femmes, Myriam, Ruth, et les allégories de l'espérance, de l'amour et de la vérité.
Le bâtiment est inscrit au titre des monuments historiques en janvier 2021.